# Онишківці (Кременецький район)
Они́шківці — село в Україні, у Шумській міській громаді Кременецького району Тернопільської області. Розташоване на березі річки Вілія.
Населення — 625 осіб (2016).

## Географія
Село Онишківці розташоване на схід від центру міської громади Шумськ. Більшість території села горбиста, особливо частина, яка називається "Хутори". Землі села межують з містом Шумськ на заході, селом Сураж на півночі, селом Боложівка на сході та селом Бриків на півдні.

## Історія
Поблизу Онишківців виявлено археологічні пам'ятки трипільської та давньоруської культур. Підйомний матеріал з поселення трипільської культури (уламки кераміки) зберігається у Кременецькому краєзнавчому музеї. На околиці села було понад 40 курганів. На території с.Онишківці знайдено скарб з римських монет із часів Траяна. 
Сучасна частина с.Онишківці («Хутори») знаходиться на території ранньо-середньовічного городища Шумська.Перша писемна згадка власне про село — 1513 року в наданні Сигізмунда І старого Богушу Боговитинові. 
Назва села походить від назви людей оношковці, які отримали свою назву за своїм родоначальником або власником Оношком (розмовний варіант імені Онуфрій). Пізніше село отримало назву Онишківці.
У XVI столітті входило до Суразької волості князів Острозьких.
Історичні згадки про побудування церкви у селі мають дві дати: перша згадка - 10 травня 1713 року, про те що була побудована в честь свята Успіння Пресвятої Богородиці. Друга згадка: 1794 року побудована дерев'яна церква за кошти парафіян. 28 серпня 1993 року на Успіння Божої Матері було освячення церкви цегляної, побудованої за кошти парафіян, яка функціонує і сьогодні.
До 1939 року багато жителів села, хто мав коні та вози, працювали на господарстві Дембіцкої Олени в с. Бриків, а інші працювали у шумських євреїв, доставляючи з Кременця продукти харчування, інвентар, гас. У селі мешкали професійні столяри, які ходили до смт Шумська на будівельні роботи. Загалом селяни жили бідно. В Онишківцях був млин, який стояв на початку села. У 1927 році був спалений за дорученням пані Дембіцкої.
На 1936 рік село входило до ґміни Шумськ Кременецького повіту.
У 1939 році було організовано колгосп, жителів села примусили здати весь інвентар та коней. У роки війни усе забране в селян було частково повернуто. 1948 року створюється колгосп «Вільне життя». 
У 1976 році в Онишківцях збудовано приміщення фельшерсько-акушерського пункту, де на даний час знаходиться ФАП, адмінприміщення, бібліотека. У 1967 році збудовано сільський клуб (в даний час не діючий). У 1969 році побудовано початкову школу, у 1990 добудовано дитячий садок, заклади об'єднані і функціонують як Онишковецький НВК.
Тернопільська обласна рада рішенням від 16 жовтня 1998 року внесла в адміністративно-територіальний устрій окремих районів зміни, зокрема у Шумському районі утворила Онишковецьку сільраду з центром у селі Онишківці.
15 січня 2019 року громада парафії церкви Успіння Пресвятої Богородиці, колишньої УПЦ МП, перейшла до об'єднаної Помісної Української Православної Церкви.
12 червня 2020 року, відповідно до розпорядження Кабінету Міністрів України № 724-р «Про визначення адміністративних центрів та затвердження територій територіальних громад Тернопільської області» село увійшло до складу Шумської міської громади.
19 липня 2020 року, в результаті адміністративно-територіальної реформи та ліквідації Шумського району, село увійшло до складу Кременецького району.

## Релігія
Є церква Успіння Божої Матері (1993, мурована), «фігура» (1905).

## Пам'ятки
Споруджено пам'ятник воїнам-односельцям, полеглим у німецько-радянській війні (1988), встановлено 2 пам'ятні хрести.

## Соціальна сфера
Діють Онишковецький НВК, клуб, бібліотека, ФАП, торгівельний заклад.

## Населення

### Мова
Розподіл населення за рідною мовою за даними перепису 2001 року:
| Мова            | Кількість | Відсоток |
| --------------- | --------- | -------- |
| українська      | 663       | 99.70%   |
| російська       | 1         | 0.15%    |
| інші/не вказали | 1         | 0.15%    |
| Усього          | 665       | 100%     |

## Відомі люди
В Онишківцях перебував Заблуда Анатолій Федорович (15 липня 1933 року, село Мартинківці, нині Городоцького району Хмельницької області) — український художник-графік, літератор.

## Галерея

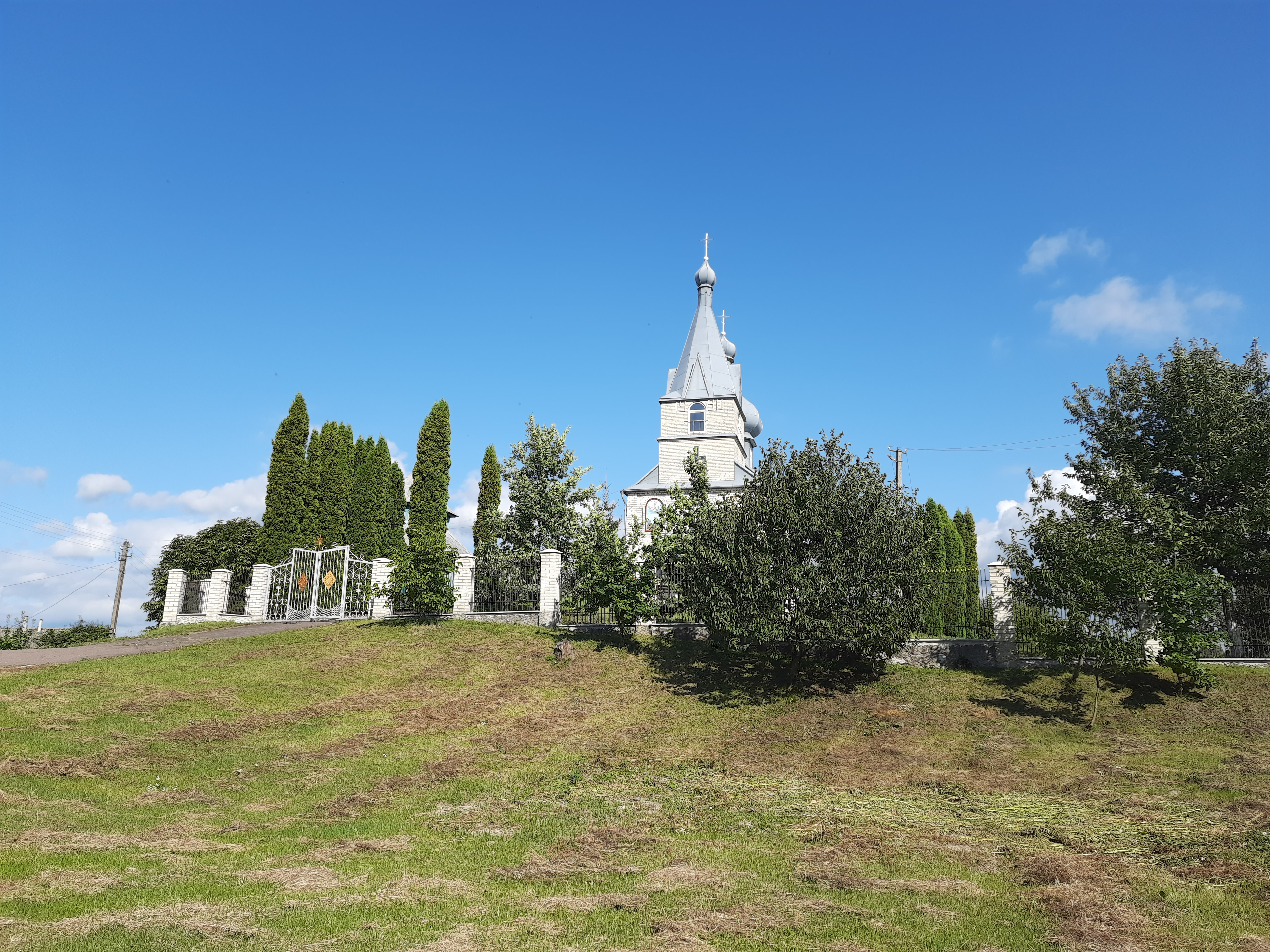
Церква Успіння Пресвятої Богородиці
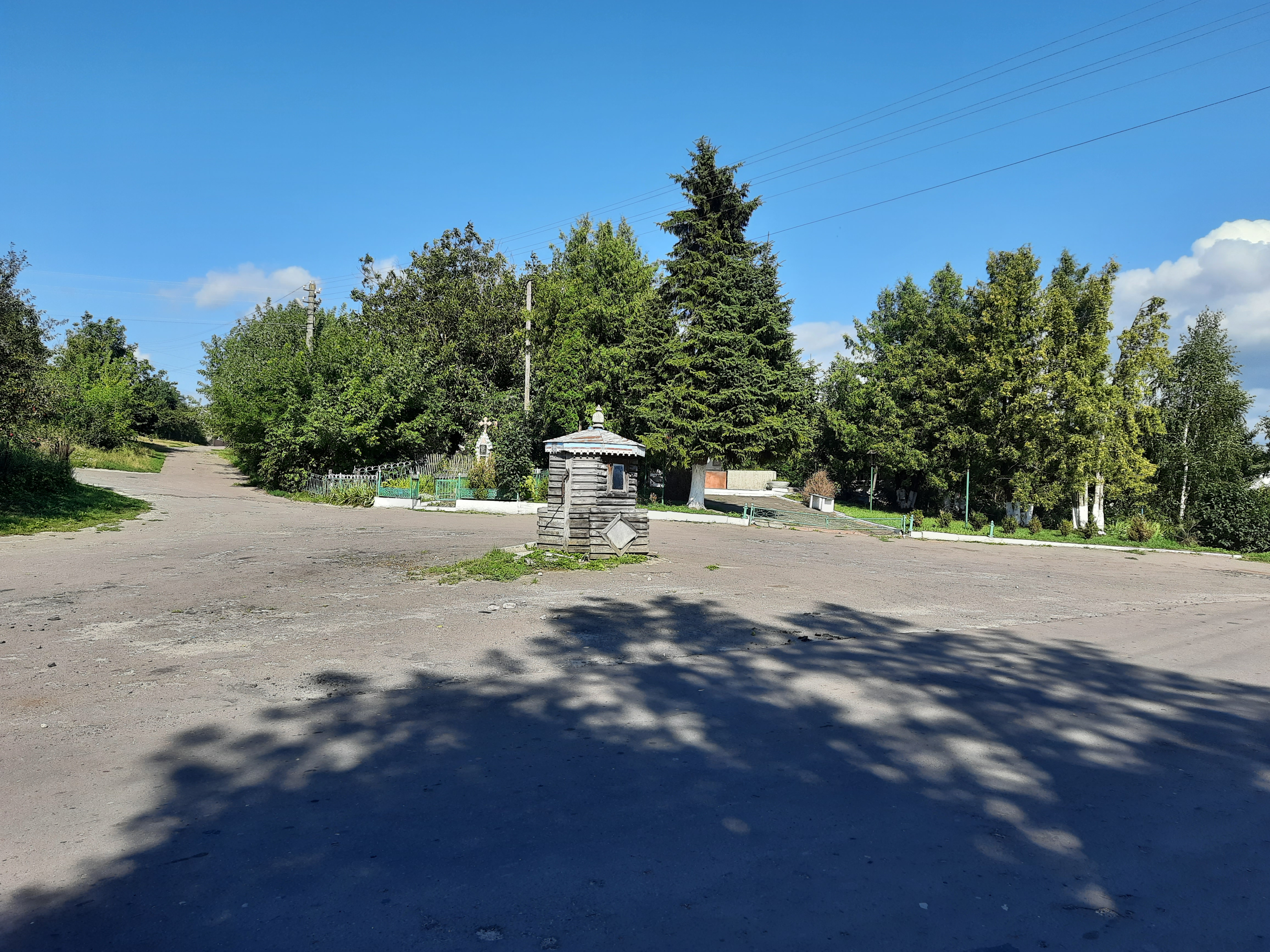
В центрі села
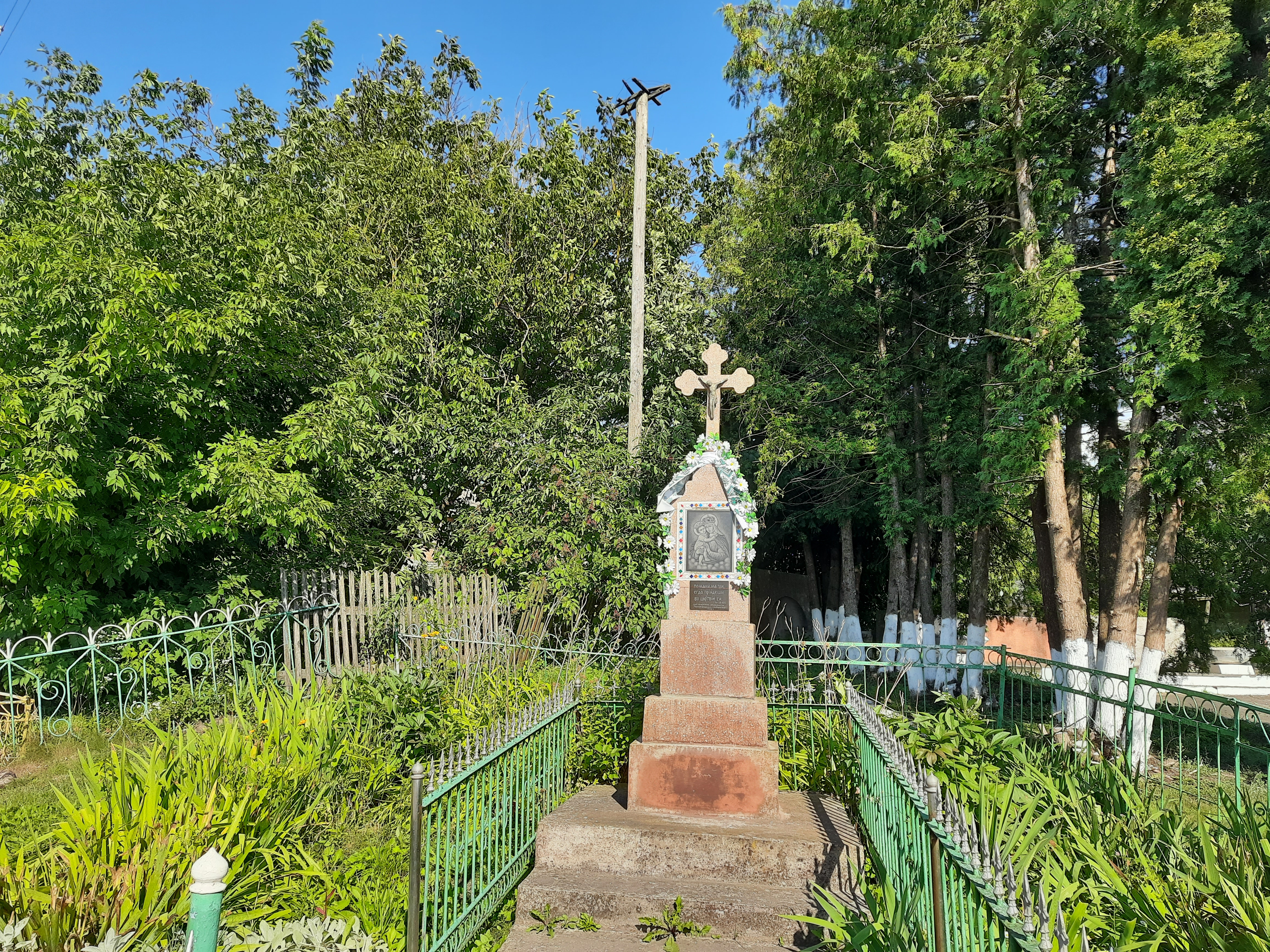
Пам'ятний хрест
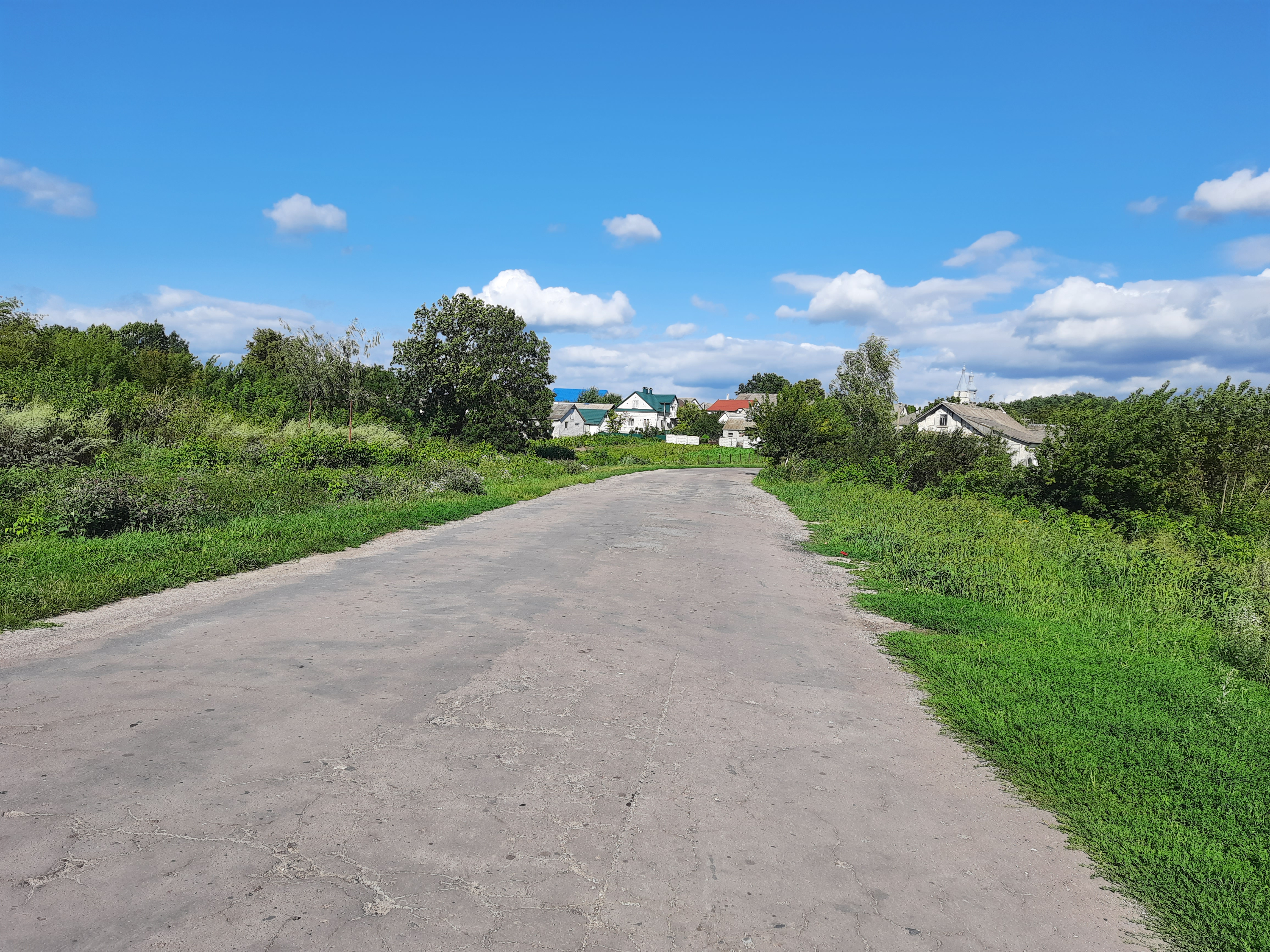
Околиця села